# 道の駅花の駅 千曲川
道の駅花の駅 千曲川（みちのえき はなのえき ちくまがわ）は、長野県飯山市にある国道117号の道の駅である。
道路周辺には大規模な菜の花畑が広がり、満開になるゴールデンウィークの時期には多くの観光客が訪れる。また菜の花は付近の国道沿いにも多く植栽されている。

## 施設
- 駐車場
  - 普通車：96台
  - 大型車：4台
  - 身障者用：2台
- トイレ（いずれも24時間利用可能）
  - 男：大 2器、小 4器
  - 女：6器
  - 身障者用：1器
- 公衆電話
- EV充電器
- お土産コーナー（8:00 - 17:00）
- 農産物直売所 （8:00 - 17:00）
- Cafe里わ（平日 8:30 - 17:00（L.O 16:30）／土日祝 7:30 - 17:00（L.O 16:30））
- ビジターセンター（9:00 - 17:00）
- モンベル飯山店（10:00 - 19:00）

## アクセス
- 国道117号 - 登録路線
  - 長野県道419号関沢小沼線
- JR飯山線 信濃平駅

## 周辺
- 千曲川
- 北竜湖
- 野沢温泉